# Todo Noticias
Todo Noticias, mais conhecido por sua sigla TN, é um canal de televisão de notícias por assinatura da Argentina pertencente ao Grupo Clarín e operado pela empresa Artear. Orientado ao tratamento de temas da atualidade, sua programação centra-se em noticiários permanentes. Iniciou suas transmissões em 1 de junho de 1993.
A emissora e membro da AIL (Alianza Informativa Latinoamericana) desde janeiro 2020.

## Audiência
En setembro de 2013, TN foi o segundo canal de notícias a cabo mais visto da Argentina com 2,69 pontos. O canal de notícias C5N, é o canal mais visto com 3,15 pontos. O terceiro canal de notícias é o Canal 26, com 0.63 pontos. O quarto lugar fica para o A24 , que obtém 0.60 pontos de audiência.

## Polêmica
O TN foi criticado pelo ministro do Interior e Transporte argentino, Florencio Randazzo, por fornecer falsa notícia, e que eles são responsáveis pela adulteração de declaração do ministro, através de falsidades, omissões e manipulações.
O canal de notícias foi acusado de censura quando interrompeu a transmissão do discurso de Susana Trimarco (ativista de direitos humanos na Argentina), quando ela fez um elogio à presidente Cristina Fernández.

## Programação[8]
- Re Despiertos
- TN de 6 a 10
- TN de 10 a 14
- Nuestra Tarde
- Esta Pasando
- TN Central
- Solo Una Vuelta Mas
- TN de Noche
- Desde el Llano
- Verdad / Consecuencia
- Palabra de Leuco
- A Dos Voces
- Ya Somos Grandes
- La Rosca
- La Fiesta Del Pase
- TN Extremo
- TN Tecno
- En el Camino
- TN Fin De Semana
- Camara del Crimen
- El Corresponsal
- TN Ya
- Buena Semana